# ヤリマール・ロサ
ヤリマール・ロサ（Yarimar Rosa, 1988年6月20日 - ）は、プエルトリコの元女子バレーボール選手。元プエルトリコ代表。

## 来歴
1988年、プエルトリコのVega Baja出身。2006年にフロリダ国際大学に入学し、卒業後はプエルトリコリーグのCriollas de Caguasに入団し、プロとしてのキャリアをスタートさせる。2009年にプエルトリコ代表に初選出される。同年のパンアメリカンカップで銅メダルを獲得した。
2013年よりプエルトリコ代表の主将を務め、世界選手権などに出場した。

## 球歴
- 世界選手権 - 2014年
- ワールドグランプリ - 2009年、2012年、2013年、2014年、2015年

## 所属クラブ
- フロリダ国際大学（2006-2009年）
- Criollas de Caguas（2010年）
- Indias de Mayagüez（2012年）
- Lancheras de Cataño（2012年）
- Indias de Mayagüez（2013年）
- Volley Soverato（2013-2014年）
- Llaneras de Toa Baja（2015年）
- ベシクタシュ（2015-2016年）
- Valencianas de Juncos（2016-2017年）